# ユリウス・クルト
フリードリッヒ・エルトマン・ユリウス・クルト（Friedrich Erdmann Julius Kurth, 1870年5 月15日 - 1949年5月23日) は、ドイツの牧師、民間の研究者、著述家。ベルリン生まれ。日本国内ではもっぱら東洲斎写楽の最初の評伝を著した浮世絵研究家として紹介されている。

## 来歴・人物
1890年からベルリン大学でプロテスタント神学を学ぶ。 ルプレヒト・カール大学ハイデルベルク哲学部で博士号を取得。
ドイツ考古学研究所の奨学生として、1897年から1898年にかけ、エルサレム、コンスタンティノープル、イタリア、ギリシャを旅行した。
1900年1月12日、ベルリン出身のエリザベス・ハイゼと結婚。1901年3月から、ベルリン市内で牧師として働く。
民間の研究者としても活動し、特にアジア古美術に注目し、多くの著作を発表した。
日本国内では主に『Utamaro』（明治40年（1907年））、『Harunobu』（明治43年（1910年））、『SHARAKU』（明治43年（1910年））、『Der Japanische Holzschnitt』（大正10年（1921年））を著したことで浮世絵研究家として紹介されている。
フリードリッヒ・アルヒェンホルトの招きで、ベルリンのトレプトウ天文台（現在のアルヒェンホルト天文台）の大型屈折器で火星と天王星を観測し、描画した。
1950年、エジプト、中近東、古代のオブジェクト、楔形文字、パピルスなどの膨大なコレクションは、法定相続人との貸与契約なしに、国家によってマルティン・ルター大学ハレ・ヴィッテンベルク考古学博物館に貸与された。 1992年、相続人はクルトのコレクションを美術館に寄贈した。ドイツ国内では、ハレ・ヴィッテンベルク考古学博物館、ライプツィヒ大学エジプト博物館、リヒテンベルク美術館などでコレクション展が開催されている。

## 東洲斎写楽研究
日本国内では一般には浮世絵師の東洲斎写楽の評価に関して、クルトがその著書『Sharaku』の中で、レンブラントやベラスケスと並ぶ「世界三大肖像画家」と称賛し、これがきっかけで世界中でその評価が認められた、との俗説が流布している。
しかし、『Sharaku』の1910年刊行初版、1922年刊行改訂増補版、1994年刊行の日本語訳版『写楽 SHARAKU』のいずれにおいても、クルトによる序文並びに本文に「世界三大肖像画家」「レンブラント」「ベラスケス」に関する記述は存在しない。『Sharaku』以外のクルトの著作や、明治・大正頃の日本国外の浮世絵文献からも同趣旨の文言は見つかっておらず、この俗説にはエビデンスがない。
明治・大正の日本国内の浮世絵文献からも、クルトがその著書の中でそんなことを書いていると紹介した実例はまだ見つかっていない。
しばしば「クルトは写楽の正体を歌舞妓堂艶鏡とする説を発表した」といった趣旨の説明も行われているが、同一人物説そのものは先行の説に従ったものであり、クルトはその典拠として明治26年（1893年）の『本朝画家人名辞書』の記事と明治35年（1902年）の林忠正の売り立て目録の注釈を挙げている。また、クルトは艶鏡を写楽から改号した別名義と考えていたのであり、Sharakuの中で写楽の正体とされているのは江戸の能役者斎藤十郎兵衛である。

## 著書
『写楽　SHARAKU』定村忠士・蒲生潤二郎共訳　アダチ版画研究所, 1994.12

## 関連文献
明石散人・佐々木幹雄著『東洲斎写楽はもういない』（講談社, 1990→講談社文庫, 1993）
定村忠士著『写楽よみがえる素顔』読売新聞社, 1994
中嶋修著『〈東洲斎写楽〉考証』彩流社, 2012
仲田勝之助著『写楽』（寫樂）アルス, 1925
国際浮世絵学会編『浮世絵大事典』東京堂出版, 2008
飯島利種「井上和雄氏の資料「雨石ノート」より 写楽〈クルト〉1」日本浮世絵協会編『浮世絵芸術』1979年5月第59号
飯島利種「井上和雄氏の資料「雨石ノート」より 写楽〈クルト〉2」日本浮世絵協会編『浮世絵芸術』1979年11月第61号
定村忠士「『SHARAKU』に見る写楽論――映画「写楽」に至るまで」　キネマ旬報社編『キネマ旬報』1995年2月上旬1153号
岸文和「西洋近代が見た日本近世――クルトの『SHARAKU』に潜む《暴力》について――」 同志社大学人文科学研究所編集『社会科学』2002年1月68号
安松みゆき「浮世絵研究者J・クルトの中国版画への関心の背景をめぐって」 別府大学会編『別府大学紀要』2011年6月52号